# الفيرزية
الفيرزية قرية سوريّة تتبع إداريّاً لمحافظة حلب منطقة أعزاز ناحية مركز أعزاز، بلغ تعداد سكانها 88 نسمة حسب التعداد السكاني لعام 2004.